# Quelque chose du cœur
Quelque chose du cœur est un récit de Xavier Forneret paru le 5 janvier 1837 dans Le Nouvelliste de Dijon et de la Côte d'Or.

## Éditions modernes
- Quelque chose du cœur, Paris, Édition du Fourneau, coll. « Pour elle, vol.1 », 1994, 7 p. (ISBN 978-2-86288-200-0)
- Contes et récits, édition intégrale établie par Jacques Rémy Dahan, Paris, José Corti, coll. « Collection romantique n°43 », 1994, 414 p. (ISBN 2-7143-0501-6), p. 123-129
- Écrits complets : (1836-1880) – Aphorismes, contes et récits, roman, vie quotidienne, édité par Bernadette Blandin, vol. 2, Dijon, Les Presses du réel, février 2013, 800 p. (ISBN 978-2-84066-488-8)
- Xavier Forneret, Proses, Paris, Marguerite Waknine, 2013, 123 p. (ISBN 978-2-916694-48-1)